# Cestrotus megacephalus
Cestrotus megacephalus är en tvåvingeart som beskrevs av Friedrich Hermann Loew 1862. Cestrotus megacephalus ingår i släktet Cestrotus och familjen lövflugor. Inga underarter finns listade i Catalogue of Life.